# Рехтайд Ригдерг
Рехтайд Ригдерг (Рехтайд Красный Король) (англ. Rechtaid Rígderg) — сын Лугайде Лайгде. Верховный король Ирландии.

## Биография
Пришел к власти, убив Маху Рыжеволосую, отомстив за своего отца, убитого Аэдой Руадом. За это и получил своё прозвище. Рехтайд Ригдерг правил островом больше 20 лет. Был убит Угайне Великим, мстившим за Маху.
Упомянут в сказании Эмайн-Маха.
Согласно Джеффри Китингу, Рехтайд Ригдерг правил в 461—441 до н. э., а согласно Annals of the Four Masters — в 654—634 до н. э.